# Слова на вітер
«Слова на вітер»  (англ. Words on the wind) – короткометражний тринадцяти хвилинний фільм соціального напрямку, знятий групою творчих людей з міста Виноградів, що на Закарпатті. Прем’єра фільму відбулася 22 листопада 2013 року в ляльковому театрі «Бавка» на пл. Театральній у м. Ужгород.

## Сюжет
Герої фільму знайомляться у соціальній мережі, у них виникає взаємна симпатія. Героїня фільму Анастасія - молода красива дівчина з вищого суспільства, студентка, якій сподобався молодий хлопець Олександр, з яким героїня хоче зустрітись. Олександр, головний герой фільму – людина з інвалідністю, який не розказуючи Анастасії про себе майже нічого рішається на зустріч.

Анастасія ідучи на зустріч з хлопцем не знає, що Олександр людина з інвалідністю і пересувається за допомогою інвалідного візка. Хоча, Олександр не одноразово у переписці в соціальній мережі натякав на його певні особливості.

Анастасія напередодні розмовляючи з Олександром по телефону сказала, що Вона б відала все, заради того, щоб зробити хоча б одну людину з інвалідністю щасливішим, навіть не підозрюючи, що не виконає обіцяного (саме цю суть відображає назва фільму «Слова на вітер»).

Олександр та Анастасія повинні були зустрітись на мосту (р. Тиса), куди хлопець приїхав на таксі з букетом квітів. Анастасія приїхавши на власному авто, з посмішкою на обличчі йде до хлопця, але за декілька кроків від Олександра бачить, що той у інвалідному візку. Анастасія розгублена, вона розвертається і починає тікати, зупинившись на початку мосту притулившись спиною до опори, починає плакати, як в цей час Олександр телефонує їй але вона не відповідає йому. Сівши у машину Анастасія згадує сказані нею слова «Знаєш Саша, я б все відала за те, що б зробити хоча б одну людину з інвалідністю щасливішим».

Олександр не дочекавшись Анастасію повертається додому і хоче написати Анастасії в соціальній мережі, але сторінка дівчини вже була видалена.

Олександр та Анастасія все ж випадково зустрічаються на вулиці. Подивившись один на одного, вони розходяться, але згодом Анастасія бере в руки телефон і телефонує Олександру…

## У фільмі знімались
| У ролях           |  | Персонаж          |
| ----------------- |  | ----------------- |
| Андрій Гепенко    |  | Олександр         |
| Вікторія Ліхтей   |  | Анастасія         |
| Іванна Керестешій |  | подруга Анастасії |

## Процес створення
Зйомки фільму розпочалися 12 листопада 2013 року і тривали чотири дні. Фільм знімався у м. Виноградів, Закарпатська обл.. Було від знято багато відео матеріалу, велика кількість дублів. Але найважчими видались зйомки сцен на мосту, так як було дуже холодно.
Ідея створення фільму зародилась у Андрія Гепенко, розповівши про неї своїм друзям (Михайло Лемак, Михайло Талабіра, Олександр Ковалевський), вони підтримали його. Андрій навіть написав сценарій до майбутнього короткометражного фільму, але фільм був знятий не за його сценарієм, так як його сценарій був досить банальний.
Творча команда з м. Виноградів довго переносили зйомки фільму до поки Андрію Гепенко, його подруга Василина Попович не запропонувала взяти участь у благодійному концерті «Такі рівні, такі різні» який відбувся 22 листопада, 2013 рік, у м. Ужгород, пл. Театральній у ляльковому театрі «Бавка», який організовували Закарпатський регіональний центр соціально-трудової реабілітації та професійної орієнтації «Вибір» та Ужгородський міський центр соціальних служб для сім'ї, дітей та молоді.
За задумом сценариста та режисера Михайла Лемака, саме таким мав бути фінал фільму, для того, щоб глядач мав можливість поставити себе на місце героїв «А як би поступив(ла) я?».
На монтаж фільму було потрачено чотири доби (18 – 21 Листопада), були дуже стислі терміну на виготовлення фільму, так як потрібно було встигнути зробити фільм до благодійного концерту «Такі рівні, такі різні» який відбувся 22 Листопада 2013 року у м. Ужгород на площі Театральній у ляльковому театрі «Бавка», де і була прем’єра короткометражного фільму соціального напрямку «Слова на вітер».

## Творча команда

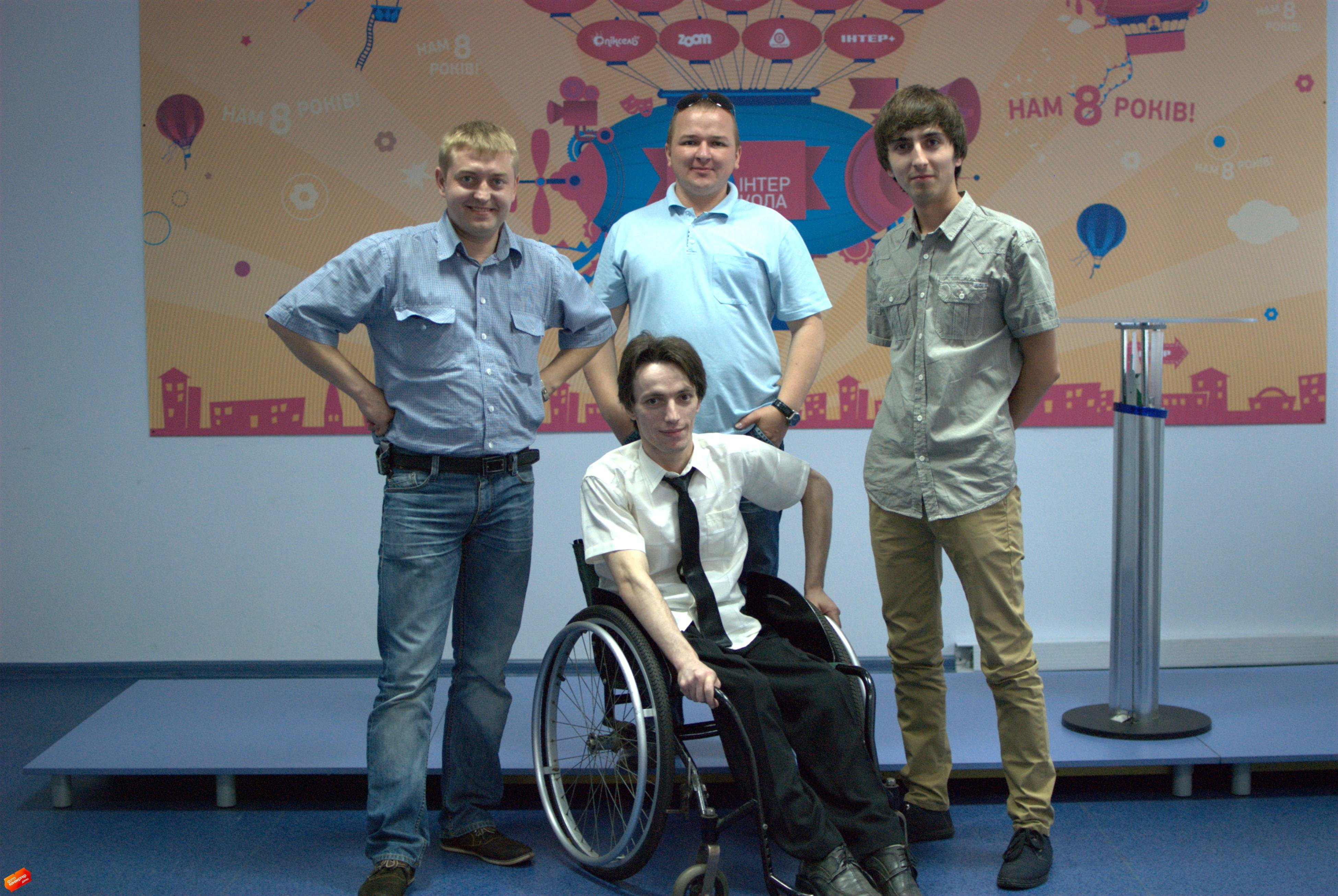
Творча команда фільму Слова на вітер

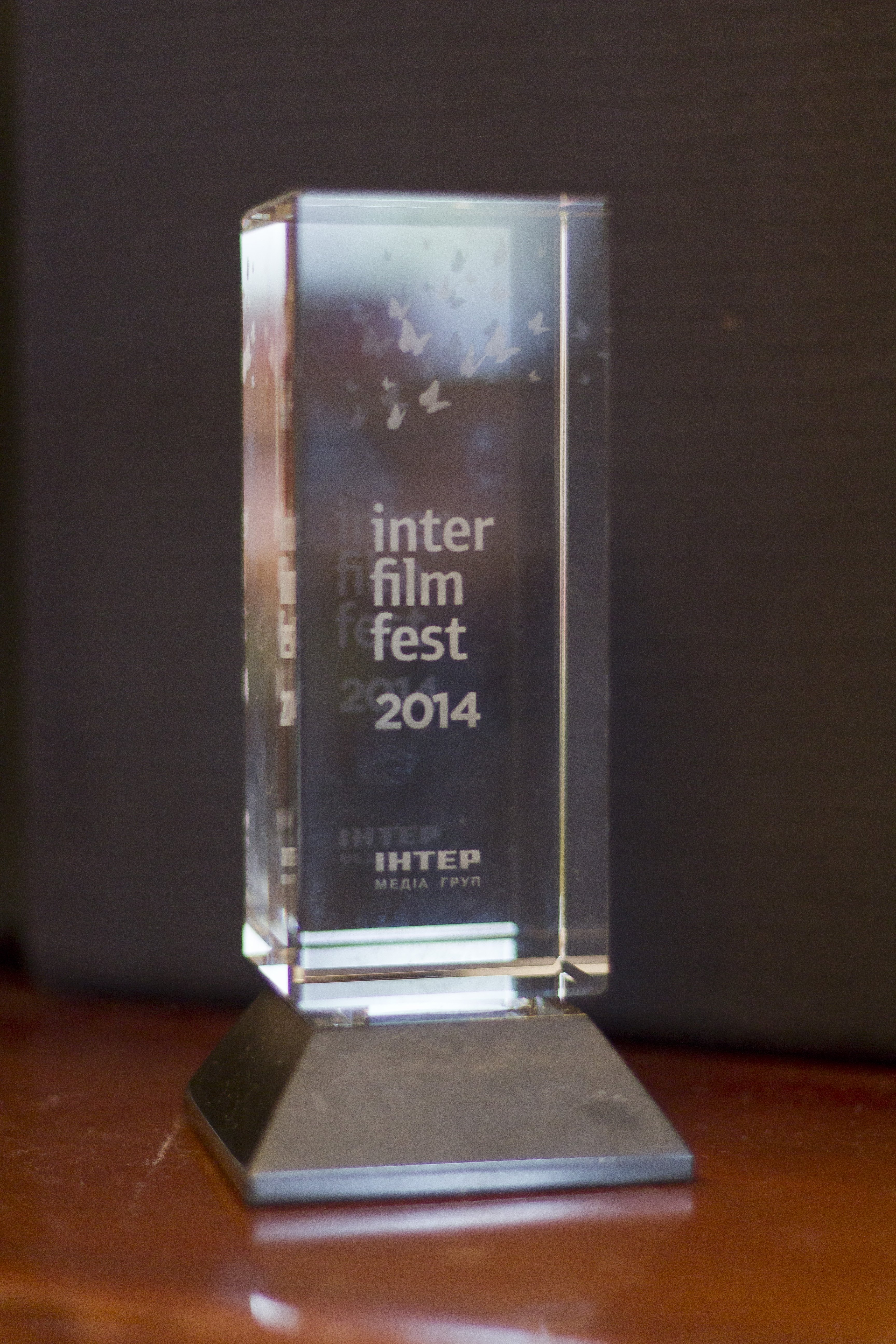
Інтер Фільм Фест

| Михайло Лемак          |  | Автор сценарію та режисер                     |
| Михайло Талабіра       |  | Відео оператор                                |
| Олександр Ковалевський |  | Відео оператор                                |
| Андрій Гепенко         |  | Автор ідеї, головний актор та режисер монтажу |

## Технічна підтримка
| Олександр Ковалевський |  | Надав своє авто для зйомок сцен з автомобілем, та техніку для відео зйомок |
| Олександр Матвеєв      |  | Надав стабілізатор (Steadicam)                                             |
| Володимир Муквич       |  | Надав об’єктив та відео техніку                                            |
| Олеся Погоріляк        |  | Надала приміщення для зйомок сцен в квартирі                               |
| Михайло Талабіра       |  | Надав техніку для зйомок                                                   |

## Ідея фільму
Ідея фільму була дуже проста і можливо банальна. Автори фільму ставили перед собою завдання показати існуючу проблему суспільства, коли звичайні здорові люди зустрічаються з людьми з обмеженими можливостями - вони досить психологічно важко сприймають цю зустріч.
Людина може все і не важливо обмежена вона у чомусь чи ні. Якщо сидіти і нічого не робити за для здійснення своїх мрій, то наші мрії так і залишаться мріями. Але мрії здійснюються – потрібно тільки трішечки віри і терпіння.
Ми маємо життя яке подаровано нам Богом, але не від Бога а саме від нас самих залежить, яким буде наше життя, як ми його проживемо. Людина з обмеженими можливостями має вибір, як і усі інші люди у всьому світі – ось вона: рівність людей. Можна сидіти і жалітись на те як тобі не пощастило у житті, яке воно погане і як важко жити. Але, замість цього можна прикласти трішечки зусиль і погане життя перетворити на те яке тебе влаштує у повній мірі. Головне – це мати бажання. Бажання – це старт, але яким буде фініш кожен вирішує для себе.

## Нагороди
Короткометражний фільм «Слова на вітер» виборов гран-прі у спеціальній номінації від Inter Media Group на
першому молодіжному фестивалі телевізійних проектів «Inter film fest» - 2014.